# Grekisk-ortodoxa kyrkan i Antiokia
Grekisk-ortodoxa kyrkan i Antiokia är en östortodox kristen kyrka som räknar sig själva som grundat av apostlarna Petrus och Paulus. Samfundet leds av en patriark.
Den räknas ibland som den tredje i hedersrang av de östortodoxa kyrkorna.
Kristendomens ankomst till staden Antiokia skildras redan i Apostlagärningarna. En välkänd biskop av Antiokia under det första och det andra århundradet var Ignatios av Antiochia (död ca 107). Under århundradena före Första konciliet i Nicaea framväxte en praxis där tre biskopssäten åtnjöt särskilda hedersposter bland de kristna biskoparna: Rom, Alexandria och Antiokia. Detta bekräftades av kyrkomötet i Nicaea år 325. Till dessa tre skulle fogas Konstantinopel och Jerusalem vid Konciliet i Chalkedon år 451. Biskoparna av dessa fem stift kallas för patriarker. 
Patriarken av Antiokia var (och är) ordförande i Antiokias kyrkas biskopsmöte, som ursprungligen bestod av biskopar från det geografiska område som nu är Syrien, Libanon, Irak, Kuwait, Jordanien, Turkiet, Israel och Palestina. Vid upprättandet av Konstantinopels kyrka på 330-talet styckades emellertid det anatoliska området av, och vid Konciliet i Chalkedon överfördes Israel-Palestina och Jordanien till Ortodoxa Jerusalem-patriarkatet. 
Österns apostoliska och katolska assyriska kyrka förklarade sig självständig från Antiokias kyrka år 424, i syfte att dämpa Persiens ledarskikts misstankar att de assyriskt kristna skulle ha band till det östromerska riket, och avvisade år 484 det beslut som hade fattats vid Konciliet i Efesus år 431.  
En omfattande grupp antiokenskt kristna vägrade godkänna beslutet fattat vid Konciliet i Chalkedon, och från och med år 518 fanns det två patriarker av Antiokia: En östligt ortodox patriark (Antiokias kyrkas överhuvud) och en orientaliskt ortodox patriark (Syrisk-ortodoxa kyrkans överhuvud).
En libanesisk minoritet vägrade godkänna beslutet fattat vid det Tredje konciliet i Konstantinopel år 680-681 och utropade 687 sin biskop till patriark av Antiokia: Syrisk-Maronitiska kyrkan, men ställde sig i gemenskap med Romersk-katolska kyrkan 1182.

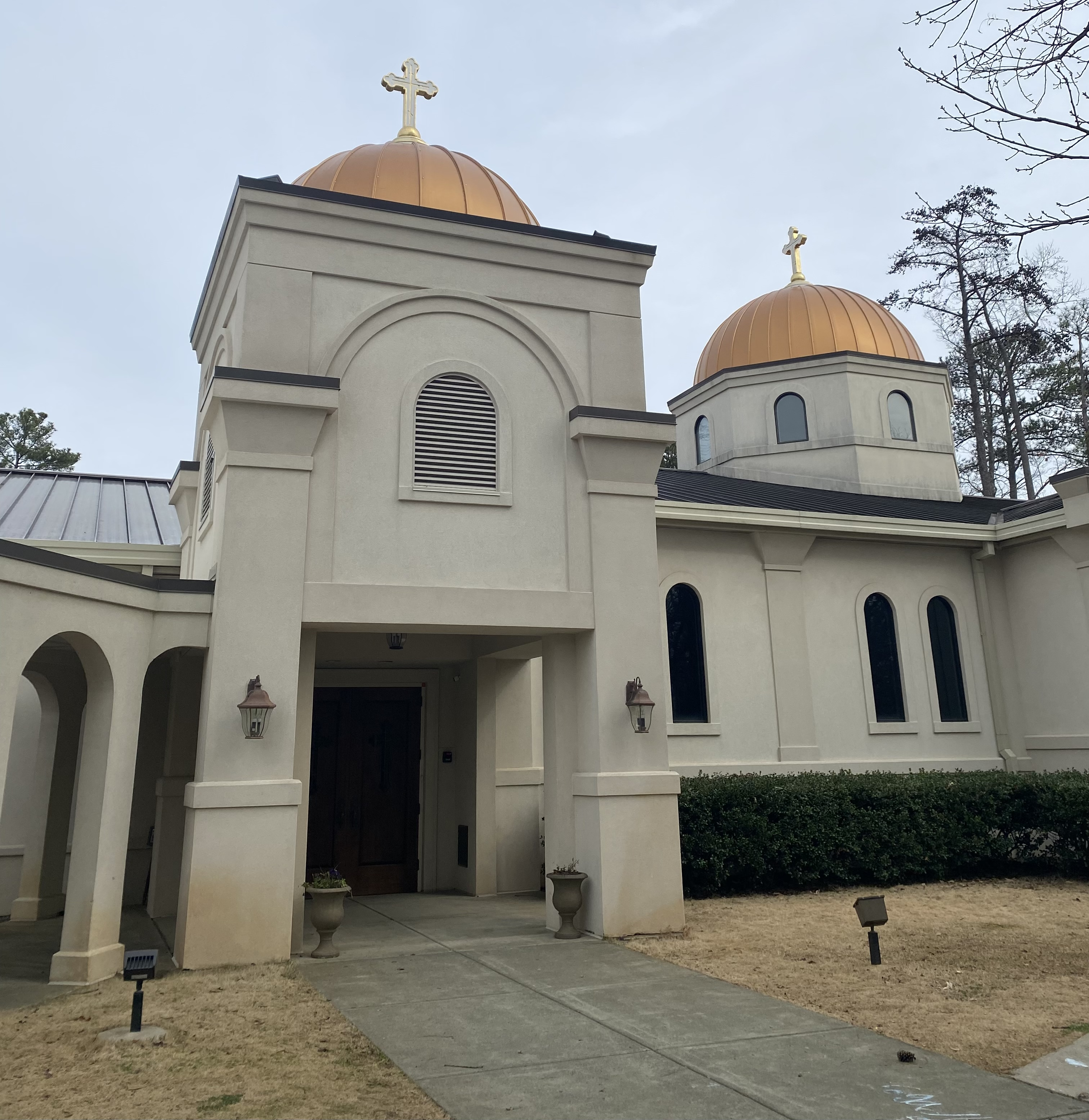
Alla helgons antiokiska ortodoxa kyrka i Raleigh, North Carolina, USA.

Dessa två avstyckningar och tre utträden lämnade kvar en mindre omfattande östortodox kyrka i Syrien, ledd av Antiokias Ortodoxa patriarkat (officiellt: Antiokias och hela Österns Grekisk-ortodoxa patriarkat). 
Några självständigförklarade (autokefala) kyrkor med rötter i det gamla Antiokia-patriarkatet förblev i kyrkogemenskap med Antiokias kyrka. Dessa är:
- Cyperns kyrka (självständig år 431)
- Georgiska apostoliska, autokefala och ortodoxa kyrkan (självständig år 474)

En ytterligare självständig kyrka med rötter i det gamla Antiokia-patriarkatet är den Armenisk-apostoliska kyrkan, som blev självständig år 373 och förblev i kyrkogemenskap med Antiokias kyrka till mitten av 500-talet, då den i stället trädde i gemenskap med Syrisk-ortodoxa kyrkan och Koptisk-ortodoxa kyrkan.
När arméerna erövrade Syrien försvårades kontakterna med Konstantinopel något. Detta hindrade inte att Antiokias kyrka på 1200-talet övergav det gammalsyriska gudstjänstliv, som idag har bevarats i den Syrisk-Maronitiska kyrkan, och anta Konstantinopels gudstjänstliv (bysantinsk ritus). När den Romersk-katolska kyrkan och Konstantinopels kyrka ömsesidigt kättarförklarade varandra år 1054, avvaktade Antiokias kyrka inledningsvis, i förmodandet att det rörde sig om en kortvarig och snabbt övergående konflikt, men när schismen visade sig varaktig bröt även Antiokias kyrka kyrkogemenskapen med den romersk-katolska kyrkan.
På 1300-talet bytte den östligt ortodoxe patriarken av Antiokia residens från Antiokia till Damaskus.
Under arabisk överhöghet kallades medlemmarna i Antiokias kyrka för melkiter (av det arabiska ordet för kejsare, eftersom de tillhörde samma kristendomsriktning som den bysantinske kejsaren), i syfte att skilja dem från de syriskt-ortodoxt kristna och maroniterna, men sedan 1724, då en grupp medlemmar av Antiokias kyrka bildade en kyrkoorganisation i kyrkogemenskap med den Romersk-katolska kyrkan, Grekisk-melkitiska katolska kyrkan, har ordet vanligtvis kommit att syfta på den nyss nämnda katolska östkyrkan, inte längre på medlemmarna i Antiokias kyrka.
Utvandring från mellanöstern till USA gör att Antiokias kyrka sedan länge har ett, numera autonomt, ärkestift i USA. I Sverige är verksamheten (som tog sin början 2011) begränsad till Kristi uppståndelses ortodoxa församling i Göteborg.